# Mistrovství Evropy v judu 1997
Mistrovství Evropy se konalo v Ostende, Belgie, ve dnech 8.-11. května 1997

## Program
Vyřazovací kola
- ČTV – 08.05.1997 – těžká váha (+95 kg, +72 kg) a polotěžká váha (−95 kg, −72 kg) a střední váha (−86 kg, −66 kg) a polostřední váha (−78 kg, −61 kg)
- PAT – 09.05.1997 – lehká váha (−71 kg, −56 kg) a pololehká váha (−65 kg, −52 kg) a superlehká váha (−60 kg, −48 kg) a bez rozdílu vah

Finálová kola
- SOB – 10.05.1997 – těžká váha (+95 kg, +72 kg) a polotěžká váha (−95 kg, −72 kg) a střední váha (−86 kg, −66 kg) a polostřední váha (−78 kg, −61 kg)
- NED – 11.05.1997 – lehká váha (−71 kg, −56 kg) a pololehká váha (−65 kg, −52 kg) a superlehká váha (−60 kg, −48 kg) a bez rozdílu vah

## Výsledky

### Muži
| Kategorie | Zlato                    | Stříbro                    | Bronz                     | Bronz                        |
| --------- | ------------------------ | -------------------------- | ------------------------- | ---------------------------- |
| −60 kg    | Rašad Mamedov (BLR)      | Yacine Douma (FRA)         | Girolamo Giovinazzo (ITA) | Pedro Caravana (POR)         |
| −65 kg    | Hüseyin Özkan (TUR)      | Giorgi Revazišvili (GEO)   | Larbi Benboudaoud (FRA)   | Julian Davies (GBR)          |
| −71 kg    | Giorgi Vazagašvili (GEO) | Anatolij Larjukov (RUS)    | Danny Kingston (GBR)      | Christophe Gagliano (FRA)    |
| −78 kg    | Johan Laats (BEL)        | Djamel Bouras (FRA)        | Patrick Reiter (AUT)      | Dirk Radszat (GER)           |
| −86 kg    | Mark Huizinga (NED)      | Sergej Klišin (AUT)        | Daan De Cooman (BEL)      | Algimantas Merkevičius (LTU) |
| −95 kg    | Ben Sonnemans (NED)      | Ghislain Lemaire (FRA)     | Dano Pantić (YUG)         | Radu Ivan (ROU)              |
| +95 kg    | Selim Tataroğlu (TUR)    | Dennis van der Geest (NED) | Harry Van Barneveld (BEL) | Rafał Kubacki (POL)          |

### Ženy
| Kategorie | Zlato                      | Stříbro                      | Bronz                         | Bronz                     |
| --------- | -------------------------- | ---------------------------- | ----------------------------- | ------------------------- |
| −48 kg    | Sylvie Melouxová (FRA)     | Anna-Maria Gradanteová (GER) | Svetlana Komarovová (RUS)     | Taťjana Moskvinová (BLR)  |
| −52 kg    | Inge Clementová (BEL)      | Alena Karycká (BLR)          | Marie-Claire Restouxová (FRA) | Ljudmila Chramovová (RUS) |
| −56 kg    | Marisabelle Lombaová (BEL) | Isabel Fernándezová (ESP)    | Magali Batonová (FRA)         | Beata Kucharzewská (POL)  |
| −61 kg    | Gella Vandecaveyeová (BEL) | Michaela Vernerová (CZE)     | Séverine Vandenhendeová (FRA) | Irena Tokarzová (POL)     |
| −66 kg    | Yvonne Wansartová (GER)    | Úrsula Martínová (ESP)       | Claudia Zwiersová (NED)       | Kate Howeyová (GBR)       |
| −72 kg    | Ulla Werbroucková (BEL)    | Chloe Cowenová (GBR)         | Karin Kienhuisová (NED)       | Uta Kühnenová (GER)       |
| +72 kg    | Johanna Hagnová (GER)      | Michelle Rogersová (GBR)     | Céline Lebrunová (FRA)        | Beata Maksymowová (POL)   |